# Hugo Sonnenschein
Hugo Freund Sonnenschein (New York, 14 november 1940 - Chicago, 15 juli 2021), was een vooraanstaand Amerikaans econoom en onderwijsbestuurder. Hij was tot na zijn pensioen nog Adam Smith Distinguished Service Professor in de economie aan de Universiteit van Chicago. Zijn specialiteit was de micro-economische theorie; met een bijzondere interesse in de speltheorie. Hij diende als de 11e president van de Universiteit van Chicago (1993-2000) en was in 2011 nog steeds lid van de raad van toezicht van de universiteit. Voorheen was hij provoost van de Universiteit van Princeton en decaan van de School van Kunsten en Wetenschappen aan de Universiteit van Pennsylvania. Sonnenschein studeerde van 1956 tot 1961 aan de Universiteit van Rochester. In 1964 promoveerde hij in de economie aan de Purdue University. Hij staat bekend als medenaamgever van de stelling van Sonnenschein-Mantel-Debreu.
Hij werd 80 jaar oud.

## Voetnoten
1. ↑  Rizvi, S. Abu Turab (2006). The Sonnenschein-Mantel-Debreu  Results after Thirty Years. History of Political Economy 38 (Duke University Press).

- Bibliothèque nationale de France: cb12278690m (data)
- CiNii: DA00246689
- Gemeinsame Normdatei: 11067796X
- International Standard Name Identifier: 0000 0001 1665 2212
- Library of Congress Control Number: n81137059
- Mathematics Genealogy Project: 67479
- Nationale Bibliotheek van Tsjechië: vse2007423260
- Nationale Bibliotheek van Israël: 987007438439205171
- Nederlandse Thesaurus van Auteursnamen: 067783821
- SNAC: w6817f9q
- Système universitaire de documentation: 031604285
- Virtual International Authority File: 68990189
- WorldCat: E39PBJwtkJHcDmKRH6PJbMJv73